# Île Pooley
Pour les articles homonymes, voir Pooley.
L'île Pooley (en anglais : Pooley Island) est une île de la région de la Côte nord-ouest de la Colombie-Britannique au Canada. 

## Géographie
À l'ouest et au sud-ouest de l'île se trouve l'île Roderick (en), par le détroit Mathieson (en) à l'est.

## Historique
James Johnstone (en), lieutenant de George Vancouver lors de l'expédition 1791-1795, est le premier à cartographier les rives nord et est de l'île en 1793.
L'île est nommée d'après Charles Edward Pooley, député provincial d'Esquimalt (1882-1907) et président de l'Assemblée législative de la Colombie-Britannique (1887-1889 & 1902-1906).

## Territoire traditionnel
L'île Pooley fait partie du territoire traditionnel de la Premières Nations Kitasoo/Xai'Xais. Une zone de 3 000 hectares est protégée depuis 2006 et est dirigée en partenariat entre BC Parks et la nation Kitasoo/Xai'Xais.